# Université de Macerata
L'université de Macerata (en italien, Università degli Studi di Macerata) est une université italienne située à Macerata, dans les Marches italiennes. Fondée en 1290, il s'agit de la 11e université la plus ancienne d'Italie, et de la 21e au monde.

## Historique
La première mention documentée d'une École de droit dans la ville-même de Macerata remonte à 1290 : 
«Quicumque vult ire ad studium legis, vadat ad dominum Giuliosum de Monte Granario qui permanet ad dictam Maceratam quia ibi retinet Scholam, qui intendit incipere in die festo b. Luce proxime venturo.» 
La commune fait savoir aux villes voisines qu'un Studium est actif auprès de Maître Gioliosus (un juriste médiéval, Giulioso de Montegranaro). Le 1er juillet 1540, le pape Paul III établit un Studium generale avec toutes les facultés traditionnelles : droit, théologie, médecine et philosophie. En effet, Le 27 novembre 1541 fut conférée la première licence, in utroque, à un étudiant d'Orvieto, Giuseppe Abiamontani : et depuis lors l’Université de Mnacerata n’a cessé de fonctionner, à part une très courte pause à l’époque napoléonienne.

## Structure
Selon la loi no 240/2010 de réforme du système universitaire, les départements constituent la structure fondamentale de l'université. À eux, s'ajoute l'École d'études supérieures "Giacomo Leopardi", parcours de haute formation divisé en deux classes : "classe des sciences sociales" et "classe des sciences humaines" dans lesquelles sont inscrits chaque année dix nouveaux diplômés qui résident gratuitement dans le collège universitaire et qui bénéficient de la cantine.
L'université est organisée en cinq départements :
- Économie et droit
- Giurisprudenza
- Sciences de la formation, du patrimoine culturel et du tourisme
- Sciences politiques, de la communication et des relations internationales
- Sciences humaines

## Maison d'édition
En 2004, l'université a créé sa propre maison d’édition intitulée Éditions de l'université de Macerata